# 大阪府指定文化財一覧
大阪府指定文化財一覧（おおさかふしていぶんかざいいちらん）は、大阪府指定の文化財や史跡等を一覧形式でまとめたものであるが、すべてを掲載しているわけではない。

## 有形文化財

### 建造物
- 能勢東郷城山石造九重塔〔能勢町〕
- 蓮華寺 石造五輪塔〔能勢町〕

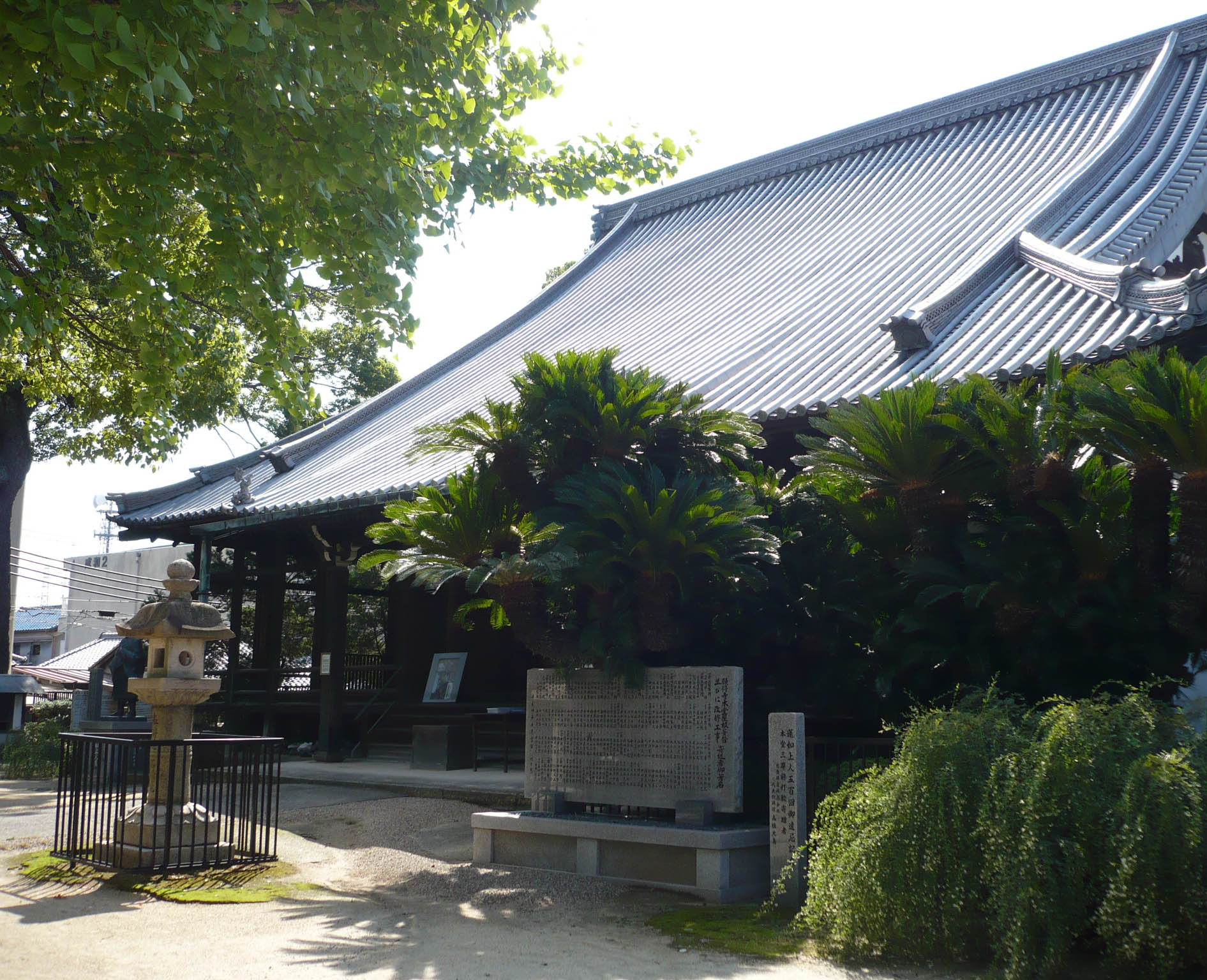
願得寺 本堂

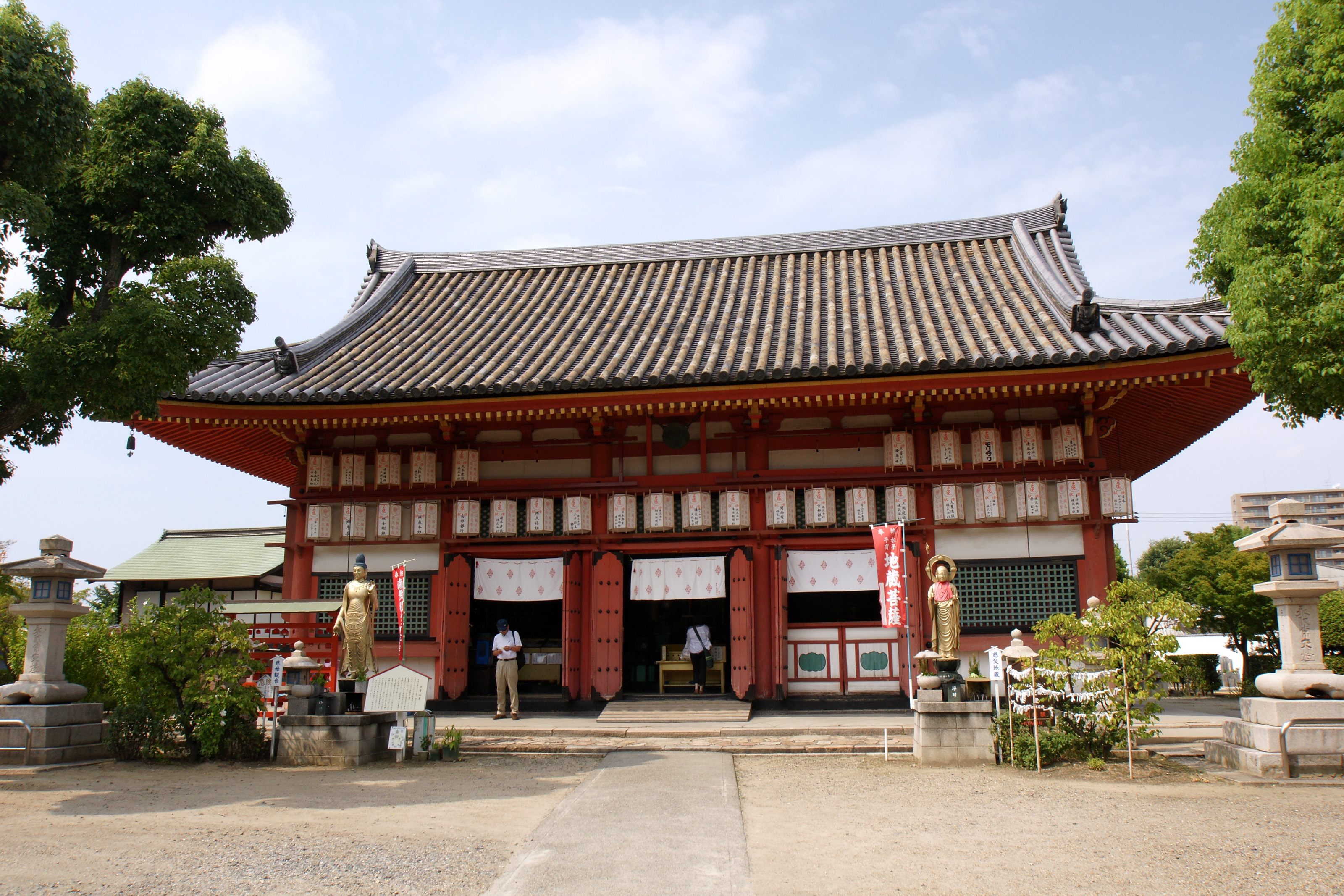
勝鬘院 本堂（愛染堂）

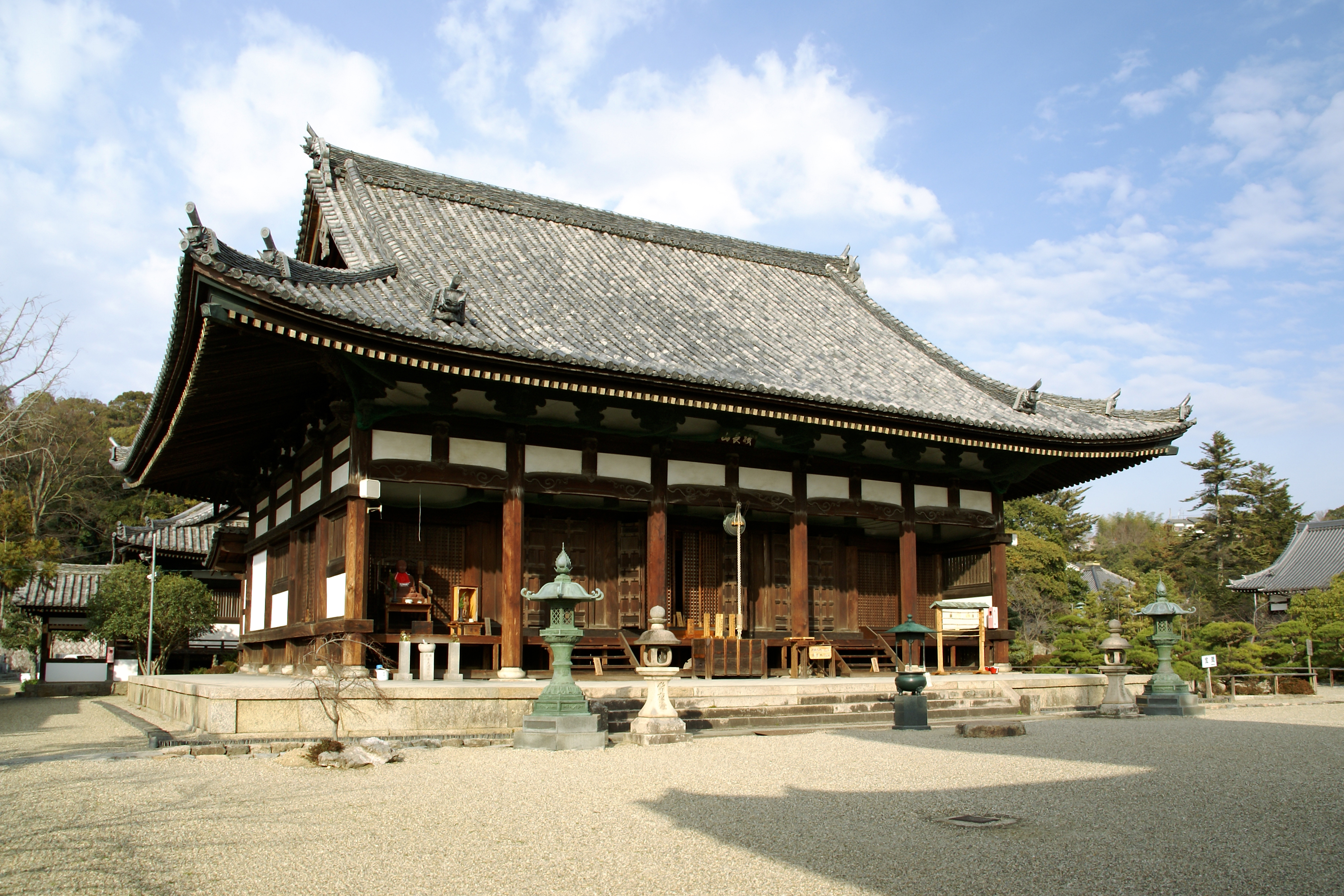
叡福寺 金堂

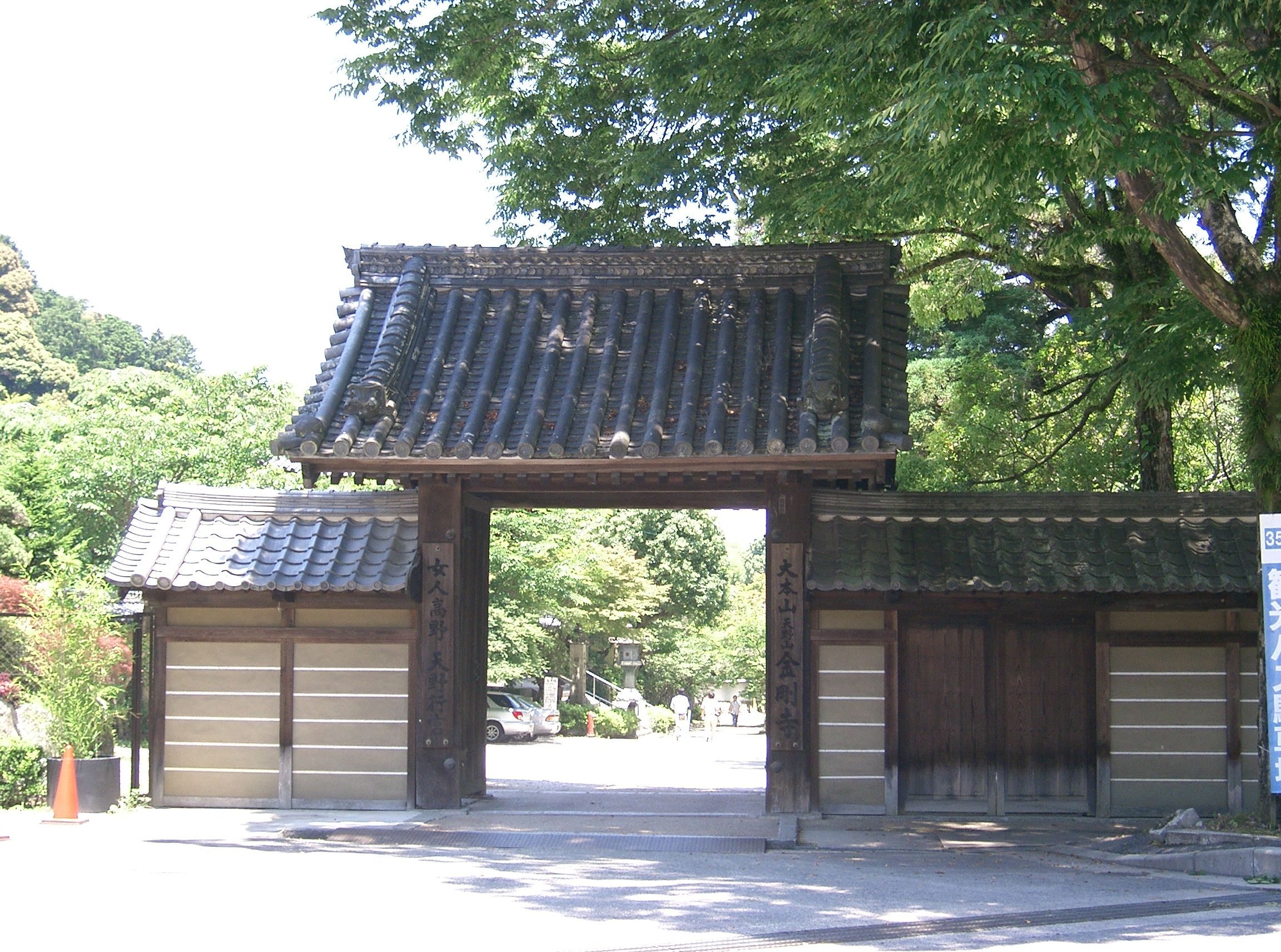
金剛寺 南大門

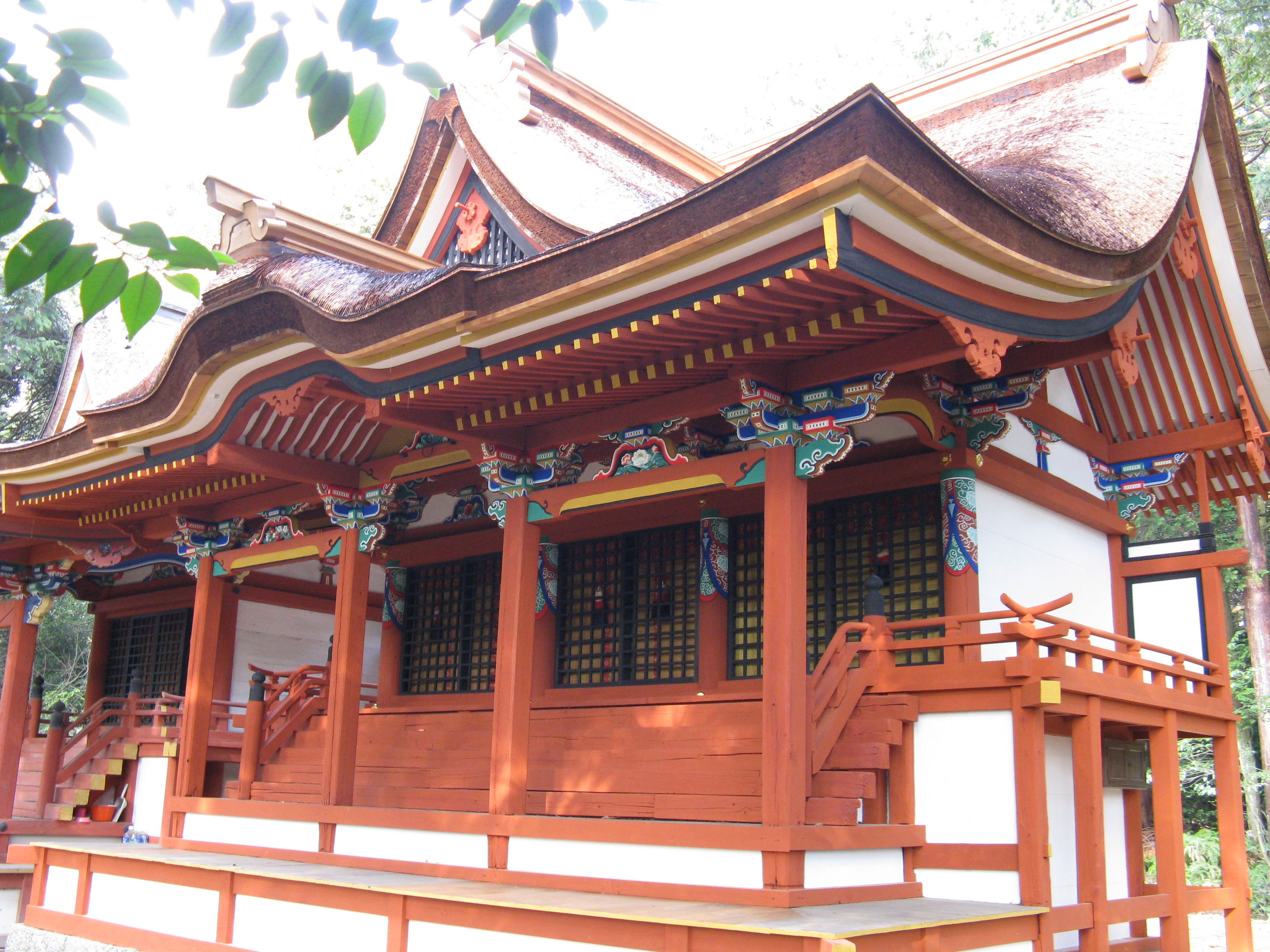
金剛寺 高野明神社

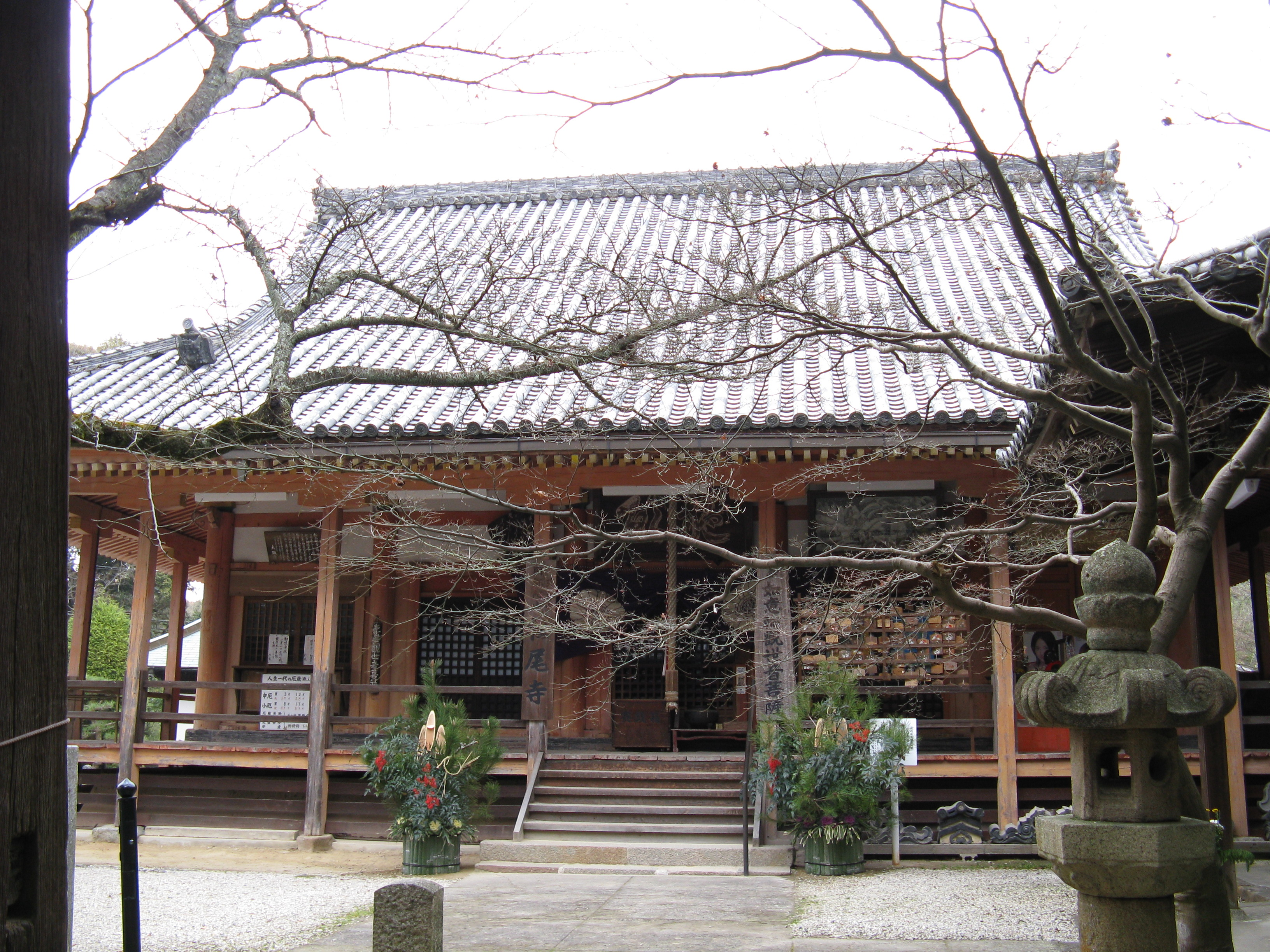
松尾寺 金堂

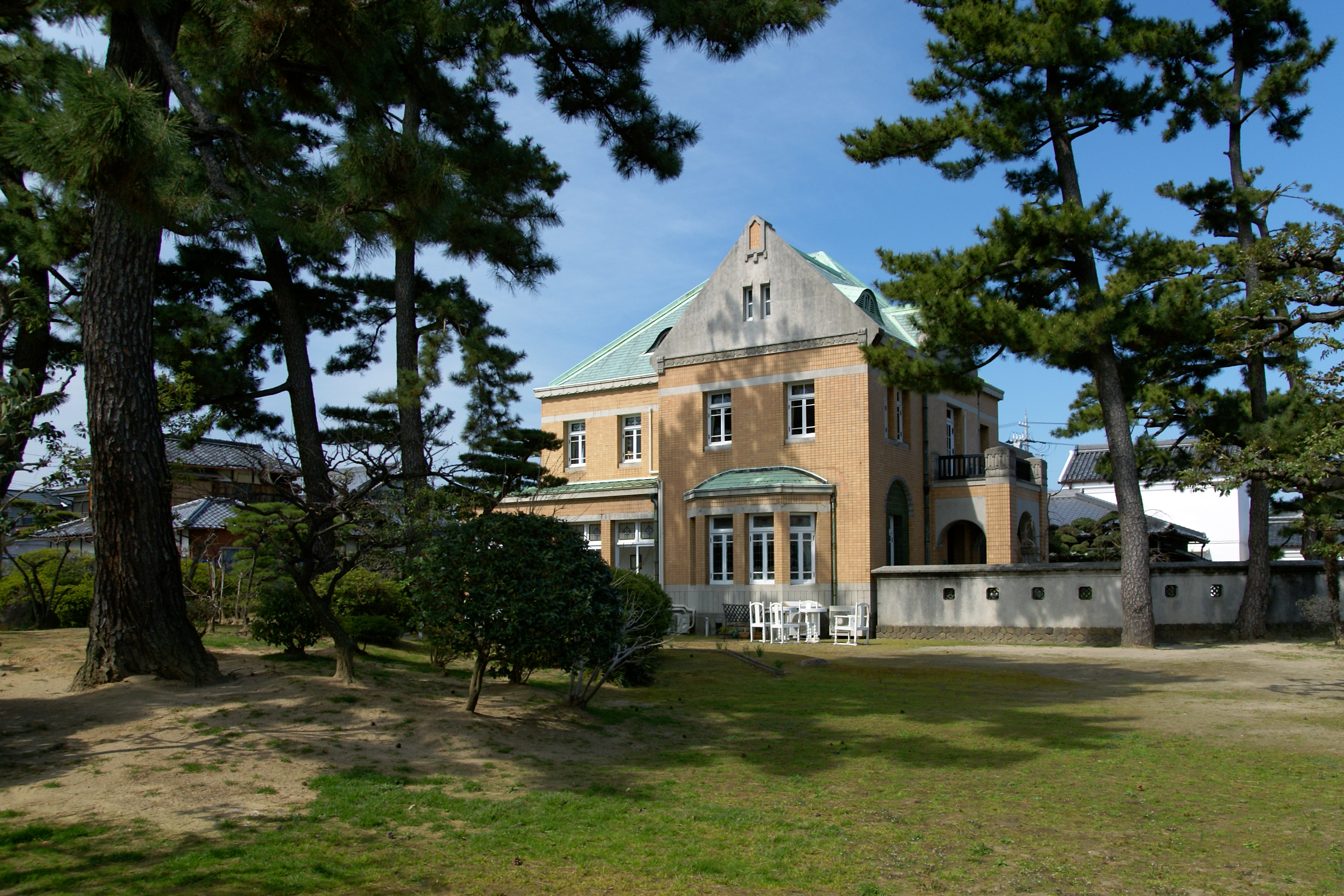
田尻歴史館 洋館

- 清普寺 本堂、庫裏、表門、鐘楼 附:能勢家墓地内、五輪等、宝塔、笠塔婆、板碑〔能勢町〕
- 下止々呂美石造宝篋印塔〔箕面市〕
- 勝尾寺 石造五輪塔〔箕面市〕
- 無二寺 石造宝篋印塔〔池田市〕
- 大広寺 本堂、開山堂、書院、庫裏、山門、鐘楼〔池田市〕
- 旧新田小学校 校舎（現 教育資料館） 附:棟札、設計図〔豊中市〕
- 旧重光家 高倉（奄美の高倉）〔豊中市〕
- 旧丸田家 住宅（十津川の民家）主屋、土蔵 附:便所、棟札〔豊中市〕
- 旧山下家 住宅（敦賀の民家）〔豊中市〕
- 旧藤原家 住宅（南部の曲屋）主屋、便所〔豊中市〕
- 味舌天満宮 本殿 味舌天満宮摂社八幡神社 本殿〔摂津市〕
- 地福寺 石造五重塔〔茨木市〕
- 忍頂寺 石造五輪塔〔茨木市〕
- 本山寺 石造宝篋印塔〔高槻市〕
- 教宗寺 石槽〔高槻市〕
- 八阪神社 石槽〔高槻市〕
- 関大明神社 本殿 附:棟札〔島本町〕
- 安養寺 石造露盤〔枚方市〕
- 正俊寺 石造十三重塔〔枚方市〕
- 片埜神社 東門、南門〔枚方市〕
- 田中家 住宅鋳物工場　主屋〔枚方市〕
- 願得寺 本堂、鐘楼、山門〔門真市〕
- 逢坂 石造五輪塔〔四条畷市〕
- 来迎寺 石造十三重塔〔守口市〕
- 佐太天神宮 本殿、幣殿、拝殿 附:棟札(9枚)棟札(1枚)〔守口市〕
- 旧黒田藩蔵屋敷 長屋門〔大阪市天王寺区〕
- 勝鬘院 本堂〔大阪市天王寺区〕
- 都島神社 石造三重宝篋印塔〔大阪市都島区〕
- 住吉大社南高蔵・北高蔵・末社招魂社本殿 附:住吉松葉大記〔大阪市住吉区〕
- 生根神社 本殿〔大阪市住吉区〕
- 長栄寺 禅那台〔東大阪市〕
- 東条墓地 石造五輪塔〔柏原市〕
- 西琳寺 石造五輪塔(4基) 附:同跌石、石造蔵骨容器〔羽曳野市〕
- 野中寺 僧房(2棟)・客殿・食堂〔羽曳野市〕
- 叡福寺 金堂、鐘楼 附:棟札〔太子町〕
- 叡福寺 石造五輪塔〔太子町〕
- 寛弘寺神山墓地 石造五輪塔〔河南町〕
- 大念寺 本堂、表門、鐘楼 附:紫雲山歴代録、境内古図〔河南町〕
- 仲村家 住宅(4棟) 附:普請入用帳(2冊)、古図(2枚)〔富田林市〕
- 森屋惣墓寄手塚石造五輪塔〔千早赤阪村〕
- 千早惣墓 石造五輪塔〔千早赤阪村〕
- 観心寺 附:棟札、御影堂(大師堂)、本願堂(開山堂)、槙本院中門、槙本院持仏堂、鎮守社拝殿、大門〔河内長野市〕
- 金剛寺 南大門(日野口門)、総門(仁王門)、築垣、求聞持堂、薬師堂、五仏堂、五仏堂渡廊、御影堂渡廊、閼伽井屋、法具蔵、護摩堂、開山堂 附:石造三重塔、宝蔵、経蔵、弁財天社、八大竜王、善女竜王社、天照皇大神社、鎮守丹生、高野明神社、鎮守水分明神社、鎮守社拝殿、鎮守社鐘楼〔河内長野市〕
- 福田家 住宅〔河内長野市〕
- 薬師寺 石造五輪塔〔河内長野市〕
- 布忍神社 本殿 附:木片(寛文3年銘)〔松原市〕
- 吉川家 住宅〔大阪狭山市〕
- 家原寺 石造板碑〔堺市〕
- 菅原神社 楼門〔堺市〕
- 松尾寺 金堂〔和泉市〕
- 聖神社末社平岡神社 本殿〔和泉市〕
- 泉井上神社 石造板状塔婆〔和泉市〕
- 伯太薬師寺堂 石造五輪塔〔和泉市〕
- 山直神社 本殿〔岸和田市〕
- 孝恩寺 石造五輪塔〔貝塚市〕
- 嘉祥神社 本殿〔田尻町〕
- 田尻歴史館（旧谷口家吉見別邸）洋館、和館、茶室、北蔵、中蔵、南蔵、表門、裏門 附:棟札、塀、洋館前庭仕切塀〔田尻町〕
- 光平寺 石造五輪塔〔泉南市〕
- 加茂神社 本殿 附:慶長15年銘石燈篭〔阪南市〕
- 日根神社 本殿〔泉佐野市〕
- 日根神社末社比売神社 本殿〔泉佐野市〕
- 奈賀美神社 本殿 附：棟札9枚〔泉佐野市〕
- 日本聖公会川口基督教会聖堂〔大阪市西区〕
- 関西大学簡文館（関西大学旧千里山図書館）〔吹田市〕
- 顕証寺本堂、庫裏、長屋門、西長屋、東長屋、表門及び脇築地塀、築地塀、手水舎、附:棟札〔八尾市〕
- 春日神社本殿〔東大阪市〕
- 山田伊射奈岐神社本社本殿〔吹田市〕
- 男神社本殿附末社若宮神社本殿〔泉南市〕
- 日本基督教団大阪教会本館〔大阪市西区〕

### 絵画
- 欣浄寺 絹本著色玉日姫像〔大阪市中央区〕
- 絹本著色 星曼荼羅図〔大阪市中央区〕
- 鶴満寺 絹本著色千手観音像〔大阪市北区〕
- 源光寺 絹本著色阿弥陀来迎図〔大阪市北区〕
- 勝尾寺 絹本著色阿弥陀三尊像〔箕面市〕
- 紙本著色 マリア十五玄義図〔茨木市〕
- 紫雲寺本堂 内陣鳥獣図〔吹田市〕
- 慈光寺 板絵著色千手観音図〔東大阪市〕
- 絹本著色 不動明王坐像〔八尾市〕
- 宝積院 絹本著色星曼荼羅図〔堺市〕
- 長谷寺 紙本著色 和泉長谷寺縁起〔堺市〕
- 施福寺 紙本著色〔和泉市〕
- 生福寺 絹本著色法然上人像〔泉大津市〕
- 波太神社 三十六歌仙扁額〔阪南市〕
- 専称寺 (堺市堺区) 絹本著色阿弥陀三尊来迎図〔奈良国立博物館 寄託〕

### 彫刻
- 四天王寺 石像 地蔵菩薩立像〔大阪市天王寺区〕
- 藤次寺 木造 弘法大師坐像〔大阪市天王寺区〕
- 法楽寺 銅造 蔵王権現立像〔大阪市天王寺区〕
- 敬正寺 石造 大日如来坐像及び阿弥陀如来坐像〔大阪市平野区〕
- 如願寺 木造彩色 聖観音立像〔大阪市平野区〕
- 荘厳浄土寺 木造 愛染明王坐像〔大阪市住吉区〕
- 荘厳浄土寺 木造 不動明王立像〔大阪市住吉区〕
- 鶴満寺 木造 阿弥陀如来立像〔大阪市北区〕
- 今養寺 木造 千手観音立像〔能勢町〕
- 今養寺 木造 釈迦如来坐像〔能勢町〕
- 涌泉寺 木造 多宝如来坐像〔能勢町〕
- 安穏寺 木造 十一面観音立像〔能勢町〕
- 玉泉寺 木造 不動明王坐像〔能勢町〕
- 勝尾寺 木造 千手観音立像〔箕面市〕
- 勝尾寺 木造  男神立像〔箕面市〕
- 蓮花寺 木造 十一面観音立像〔茨木市〕
- 蓮花寺 木造 地蔵菩薩立像〔茨木市〕
- 廣智寺 木造 多臂観世音菩薩立像〔高槻市〕
- 金禅寺 木造 十一面観音立像〔豊中市〕
- 円照寺 木造 准胝観音立像〔吹田市〕
- 佐井寺 木造 地蔵菩薩立像〔吹田市〕
- 円照寺 木造 観音菩薩立像（寺伝日光・月光菩薩像）〔吹田市〕
- 金剛院 木造 不動明王立像〔摂津市〕
- 釈尊寺 木造 釈迦如来立像〔枚方市〕
- 六万寺往生院 木造 阿弥陀如来坐像及両脇侍立像 附:阿弥陀如来立像内納入文書〔東大阪市〕
- 六万寺往生院 木造 阿弥陀如来坐像〔東大阪市〕
- 六万寺往生院 木造 十一面観音立像〔東大阪市〕
- 長栄寺 木造 十一面観音立像〔東大阪市〕
- 中小阪地蔵堂 石造 地蔵菩薩半跏像〔東大阪市〕
- 石造 地蔵菩薩立像〔東大阪市〕
- 千手寺 木造 不動明王坐像 附:像内納入品〔東大阪市〕
- 延命寺 木造 阿弥陀如来立像〔東大阪市〕
- 延命寺 木造 地蔵菩薩坐像〔東大阪市〕
- 興法寺 木造  千手観音立像〔東大阪市〕
- 千手寺 木造 千手観音立像〔東大阪市〕
- 勝軍寺 木造 二臂如意輪観音思惟半跏像及び同胎内仏金銅菩薩思惟半跏像〔八尾市〕
- 玉祖神社 木造 男女神像〔八尾市〕
- 大聖勝軍寺 木造 四天王像〔八尾市〕
- 大聖勝軍寺 木造 毘沙門天像〔八尾市〕
- 壺井寺 銅造 菩薩立像〔柏原市〕
- 常安寺 木造 梵天像〔堺市堺区〕
- 常安寺 木造 阿弥陀如来立像〔堺市堺区〕
- 観音院 木造 十一面観音立像〔堺市南区〕
- 観音院 木造 阿弥陀如来坐像〔堺市南区〕
- 桜井神社 木造 神像〔堺市南区〕
- 中仙寺木造 牛頭天王坐像〔堺市東区〕
- 泉穴師神社 木造 男女神像群〔泉大津市〕
- 千原大師堂 木造 十一面観音立像〔泉大津市〕
- 生福寺 木造 阿弥陀如来立像〔泉大津市〕
- 木造 阿弥陀如来坐像〔岸和田市〕
- 木造 不動明王坐像及び光背〔岸和田市〕
- 慈眼院 木造 大日如来坐像〔泉佐野市〕
- 中大木地区 木造 薬師如来及両脇侍像〔泉佐野市〕
- 宗福寺 木造 地蔵菩薩坐像〔阪南市〕
- 法泉寺 木造 聖観音立像〔羽曳野市〕
- 叡福寺隔夜堂 石造 阿弥陀如来坐像〔太子町〕
- 弘川寺 木造 空寂上人坐像〔河南町〕
- 浄谷寺 石造 地蔵菩薩立像〔富田林市〕
- 龍泉寺 木造 金剛力士立像〔富田林市〕
- 龍泉寺 木造 聖徳太子立像 附:像内納入品〔富田林市〕
- 月輪寺 木造 薬師如来坐像〔河内長野市〕
- 金剛寺 木造 薬師如来立像〔河内長野市〕
- 小山田元宮 銅造 押出仏如来三尊像〔河内長野市〕
- 小山田元宮 木造 狛犬〔河内長野市〕
- 松林寺 木造 不動明王坐像及二童子立像〔河内長野市〕

### 工芸品
- 大坂町中 時報鐘〔大阪市中央区〕
- 大阪城天守閣 刀 銘 国貞〔大阪市中央区〕
- 大阪城天守閣 刀 銘 長幸〔大阪市中央区〕
- 大阪市立博物館 太刀 額銘 雲次〔大阪市中央区〕
- 大阪市立博物館 刀 銘 備州長船賀光 けん志ゆ坊「寛正五年二月日」 附:青貝微塵金銀桜文螺鈿半太刀拵〔大阪市中央区〕
- 春日神社 刀 銘 勝光〔大阪市中央区〕
- 住吉大社 太刀 銘 国輝 附:鳥頸太刀拵〔大阪市住吉区〕
- 住吉大社 太刀 銘 有続 附:松鷺蒔絵糸巻太刀拵(陰刀)、雲龍蒔絵太刀拵(陽刀)〔大阪市住吉区〕
- 住吉大社 剣 銘 吉道〔大阪市住吉区〕
- 住吉大社 刀 銘 治国 附:金梨子地衛府太刀拵〔大阪市住吉区〕
- 住吉大社 鉄砲 銘 野田善 清堯〔大阪市住吉区〕
- 流谷八幡神社 鉄製 湯釜〔大阪市天王寺区〕
- 大阪城天守閣 刀 銘 助直〔大阪市天王寺区〕
- イエズス会紋章入蔦蒔絵螺鈿 聖餅箱〔大阪市北区〕
- イエズス会紋章入七宝繋蒔絵螺鈿 聖餅箱〔大阪市北区〕
- 柴島神社 刀 銘 □□作 附:梨子地衛府太刀拵〔大阪市東淀川区〕
- 桜宮 刀 銘 冬廣作〔大阪市都島区〕
- 真如寺 銅鐘〔能勢町〕
- 厨子入象牙彫 キリスト磔刑像〔茨木市〕
- 片埜神社 石造 灯籠〔枚方市〕
- 佐太神社 太刀 銘 安定 附:金梨子地塗糸巻太刀拵〔守口市〕
- 守居神社 刀 銘 康広〔守口市〕
- 菅原神社 短刀 銘 綱広 附:寄進状〔大東市〕
- 慈光寺 銅鐘〔東大阪市〕
- 神宮寺 金銅 四橛〔八尾市〕
- 大聖勝軍寺 色々威胴丸 兜・広袖付〔八尾市〕
- 慶長大火縄銃〔堺市堺区〕
- 桜井神社 石造 灯籠〔堺市南区〕
- 府立大阪博物場旧蔵美術工芸品〔堺市〕
- 泉穴師神社 太鼓〔泉大津市〕
- 積川神社 扁額〔岸和田市〕
- 紫糸威伊予札四枚胴具足 附:鎧櫃〔岸和田市〕
- 願泉寺 銅鐘〔貝塚市〕
- 道教寺 銅鐘〔貝塚市〕
- 七宝瀧寺 剣 金象嵌銘 國吉 附:倶利伽羅龍宝剣拵〔泉佐野市〕
- 法泉寺 朱漆塗木造 牡丹文透彫 猫脚型〔羽曳野市〕
- 誉田八幡宮 太刀 銘 高井信吉 附:梨子地糸巻太刀拵〔羽曳野市〕
- 葛井寺 石造 灯籠〔藤井寺市〕
- 葛井寺 金銅 宝塔〔藤井寺市〕
- 道明寺天満宮 脇差 銘 秀光〔藤井寺市〕
- 弘川寺 木造 扁額〔河南町〕
- 瀧谷不動明王寺 金銅 宝珠鈴〔富田林市〕
- 長野神社 長刀 無銘〔河内長野市〕

### 書跡・典籍・古文書
- 妙法蓮華経〔河内長野市〕
- 勝尾寺文書〔箕面市〕
- 松尾寺文書〔和泉市〕
- 開口神社文書〔堺市〕
- 間重富・重新父子 天文気象観測器具記録等〔大阪市中央区〕
- フランシスコ・ザビエル伝（H.トルセリーニ著）〔大阪市北区〕
- オランダ記念貨幣誌（G.V.ローン著）〔大阪市北区〕
- 能勢家文書〔能勢町〕
- 黒鳥村文書四十四通〔和泉市〕
- 金剛寺一切経〔河内長野市〕

### 考古資料
- 智識寺東塔刹柱礎石〔柏原市〕
- 禅寂寺塔刹柱礎石〔和泉市〕
- 徳楽山古墳石棺羽〔羽曳野市〕
- 松井塚古墳石棺〔太子町〕
- ヒチンジョ池西古墳石棺〔羽曳野市〕
- 四天王寺の石槽〔大阪市天王寺区〕
- 住吉神社の石槽〔四條畷市〕
- 前塚古墳 (高槻市)石棺〔河南町〕
- 長持山古墳石棺〔藤井寺市〕
- 西郡廃寺塔刹柱礎石〔八尾市〕
- 金寺廃寺塔刹柱礎石〔豊中市〕
- 阿倍寺塔刹柱礎石〔大阪市西成区〕
- 銅製 銭弘俶塔〔河内長野市〕
- 教宗寺の石槽〔高槻市〕
- 八阪神社の石槽〔高槻市〕
- 旧頂応寺の石槽〔豊能町〕
- 旧走湯天王社の石槽〔豊能町〕
- 旧朝川寺の石槽〔泉大津市〕
- 佐保の石槽〔茨木市〕
- 深日沖 出土陶磁器〔岬町〕
- 河内国分寺塔跡出土 瓦当〔柏原市〕
- 鶏形埴輪（南河内郡太子町寺山出土）〔太子町〕
- 城山所在古墳出土品 画文帯神獣鏡 大刀残欠 金銅飾履残欠 琥珀玉〔羽曳野市〕
- 石塚古墳出土 四霊三瑞鏡〔高槻市〕
- 慈願寺山古墳出土 内行花文鏡〔天王寺区〕
- 伝陶器山の流水文銅鐸〔天王寺区〕
- 恩智都塚山の袈裟襷文銅鐸〔大阪市中央区〕
- 木津川床発見の平城宮瓦東〔大阪市淀川区〕
- 桂川床発見の平安京瓦東〔淀川区〕
- 狭山池石樋蓋（石棺蓋）〔大阪狭山市〕
- 萱振1号墳出土 靫形埴輪 附:破片一括〔河南町〕
- 柊形小札鋲留 眉庇付冑 附:三角板鋲留短甲残闕〔東大阪市〕
- 瑞花蝶鳥文鏡（柏原市本堂出土）〔柏原市〕
- 双鳳文八稜鏡（南河内郡河南町馬谷古墓出土）〔河南町〕
- 新芦屋古墳出土 馬具〔吹田市〕
- 伽山墳墓出土 帯金具及び刀子〔河南町〕
- 交野東車塚古墳出土品〔交野市〕
- 銭原の石槽〔茨木市〕
- 愛宕塚古墳出土品〔八尾市〕
- 銅印　印文「當氏之印」〔堺市〕
- 宮前山古墳石棺〔豊中市〕
- 馬場川遺跡出土 土偶等土製品〔東大阪市〕
- 原田神社の流水文銅鐸〔天王寺区〕
- 郡家今城遺跡出土石器 附:チップ・礫〔高槻市〕
- 田原氏墓地出土 青磁袴腰 香炉〔四條畷市〕
- 堂山古墳群1号墳出土遺物〔大東市〕
- 樋管（狭山池北堤出土下層東樋）〔大阪狭山市〕
- 狭山池中樋尺八樋（石棺、重源碑、船材を含む）〔大阪狭山市〕
- 鬼虎川遺跡出土鋳型 附:銅鐸型土製品〔東大阪市〕
- 鬼虎川遺跡出土鉄器〔東大阪市〕
- 普賢寺遺跡出土 金銅僧形坐像及び金銅密教法具〔堺市〕
- 百済寺遺跡出土塼仏〔枚方市〕
- 池上曽根遺跡出土木器〔堺市 和泉市〕
- 銅印　印文「辛丑之印」〔堺市〕

### 歴史資料
- 木村蒹葭堂 貝石標本〔大阪市東住吉区〕
- 府立大阪博物場旧蔵 古銭貨章牌類資料 附:古銭貨章牌類目録〔堺市〕
- 岩橋善兵衛 天文観測器具及び平天儀等〔貝塚市〕
- 銀印 印文「晋率善羌中郎将」〔河南町〕
- 千光寺跡出土 田原礼幡キリシタン墓碑〔四條畷市〕

## 民俗文化財

### 有形民俗文化財
- 瀧安寺の富籤箱〔箕面市〕
- 旧吉田の農村歌舞伎舞台 附:棟札（小豆島農村歌舞伎舞台）〔豊中市〕
- 「能勢のおいの子」調整用具等〔豊能町〕
- 旧武呂家 桶樽作り用具一式 附：用材、製品、工数帳等〔池田市〕
- 玉出のだいがく(1基)〔大阪市西成区〕
- 天神祭御迎船人形 附:天満宮御神事御迎船人形図会、御迎人形図木版刷〔大阪市北区〕
- 西国巡礼三十三度行者関係者資料 住吉組 葉室組 嬉組 富田林組〔大阪市中央区〕
- 杭全神社の御田植用具一式12件24点 附:翁面由緒巻一巻〔大阪市平野区〕
- 若山神社「東大寺村おかげ踊図絵馬」〔島本町〕

### 無形民俗文化財
- 能勢の浄瑠璃〔能勢町〕
- 淀川三十石船船唄〔高槻市〕
- 上神谷のこおどり〔堺市〕
- 堺の手織緞通〔堺市〕
- 貝塚の東盆踊り〔貝塚市〕
- 葛城踊り〔岸和田市〕
- がんがら火祭り[池田市]

### 記録選択
- 葛城踊り〔岸和田市〕
- 八坂神社の御田植祭（おんだ）〔能勢町〕
- 能勢町浄瑠璃〔能勢町〕
- 白島の太鼓念仏〔箕面市〕
- 淀川三十石船 船唄〔高槻市〕
- 野里の一夜官女〔大阪市西淀川区〕
- 天神祭の催太鼓〔大阪市北区〕
- 海老江八坂神社の当屋行事〔大阪市福島区〕
- 杭全神社の御田植〔大阪市平野区〕
- 住吉大社の夏越祭〔大阪市住吉区〕
- 枚岡神社の粥占神事 附:平岡神社御粥引付日記〔東大阪市〕
- 堺の手織緞通〔堺市〕
- 貝塚市東盆おどり〔貝塚市〕
- 三ツ松の明土行念仏 （チャンチャンヒキ）〔貝塚市〕
- 自然田瑞宝寺の鉦講〔阪南市〕

## 史跡
- 月峯寺跡〔能勢町〕
- 萱野三平旧邸〔箕面市〕
- 鉢塚古墳〔池田市〕
- 池田茶臼山古墳〔池田市〕
- 春日大社南郷目代 今西氏屋敷〔豊中市〕
- 吉志部瓦窯跡（工房跡）〔吹田市〕
- 耳原古墳〔茨木市〕
- 海北塚古墳〔茨木市〕
- 紫金山古墳〔茨木市〕
- 西国街道芥川一里塚〔高槻市〕
- 高槻城跡〔高槻市〕
- 高山右近高槻天主教会堂跡〔高槻市〕
- 継体天皇樟葉宮跡伝承地〔枚方市〕
- 伝王仁墓〔枚方市〕
- 交野東車塚古墳〔交野市〕
- 寝屋古墳〔寝屋川市〕
- 伝楠木正行墓〔四條畷市〕
- 伝和田賢秀墓〔四條畷市〕
- 忍岡古墳〔四條畷市〕
- 伝茨田堤〔門真市〕
- 摂津県改称豊崎県庁跡〔大阪市東淀川区〕
- 茶臼山古墳および河底池〔大阪市天王寺区〕
- 伝藤原家隆墓〔大阪市天王寺区〕
- 摂津笠縫邑跡〔大阪市東成区〕
- 僧契沖妙法寺境内〔大阪市東成区〕
- 御勝山古墳〔大阪市生野区〕
- 大阪府庁跡〔大阪市中央区〕
- 荘厳浄土寺境内〔大阪市住吉区〕
- 西ノ辻遺跡〔東大阪市〕
- 河内往生院伝承地〔東大阪市〕
- 長栄寺境内〔東大阪市〕
- 萱振1号墳〔八尾市〕
- 鏡塚古墳〔八尾市〕
- 恩智遺跡〔八尾市〕
- 河内県庁跡〔八尾市〕
- 愛宕塚古墳〔八尾市〕
- 智識寺金堂跡および東塔跡〔柏原市〕
- 清浄泉（浄井戸）〔柏原市〕
- 安福寺横穴群〔柏原市〕
- 割塚古墳〔藤井寺市〕
- 壷井八幡宮境内〔羽曳野市〕
- 伽山墳墓〔太子町〕
- 叡福寺境内〔太子町〕
- 御嶺山古墳〔太子町〕
- 仏陀寺古墳〔太子町〕
- 平石城跡〔河南町〕
- 弘川寺境内〔河南町〕
- 高貴寺境内〔河南町〕
- 水郡邸〔富田林市〕
- 東高野街道錦織一里塚〔富田林市〕
- 廿山古墳及び二本松古墳〔富田林市〕
- 伝大江時親邸跡〔河内長野市〕
- 塔塚古墳〔堺市〕
- 高蔵寺73号窯跡〔堺市〕
- 御坊山古墳〔堺〕

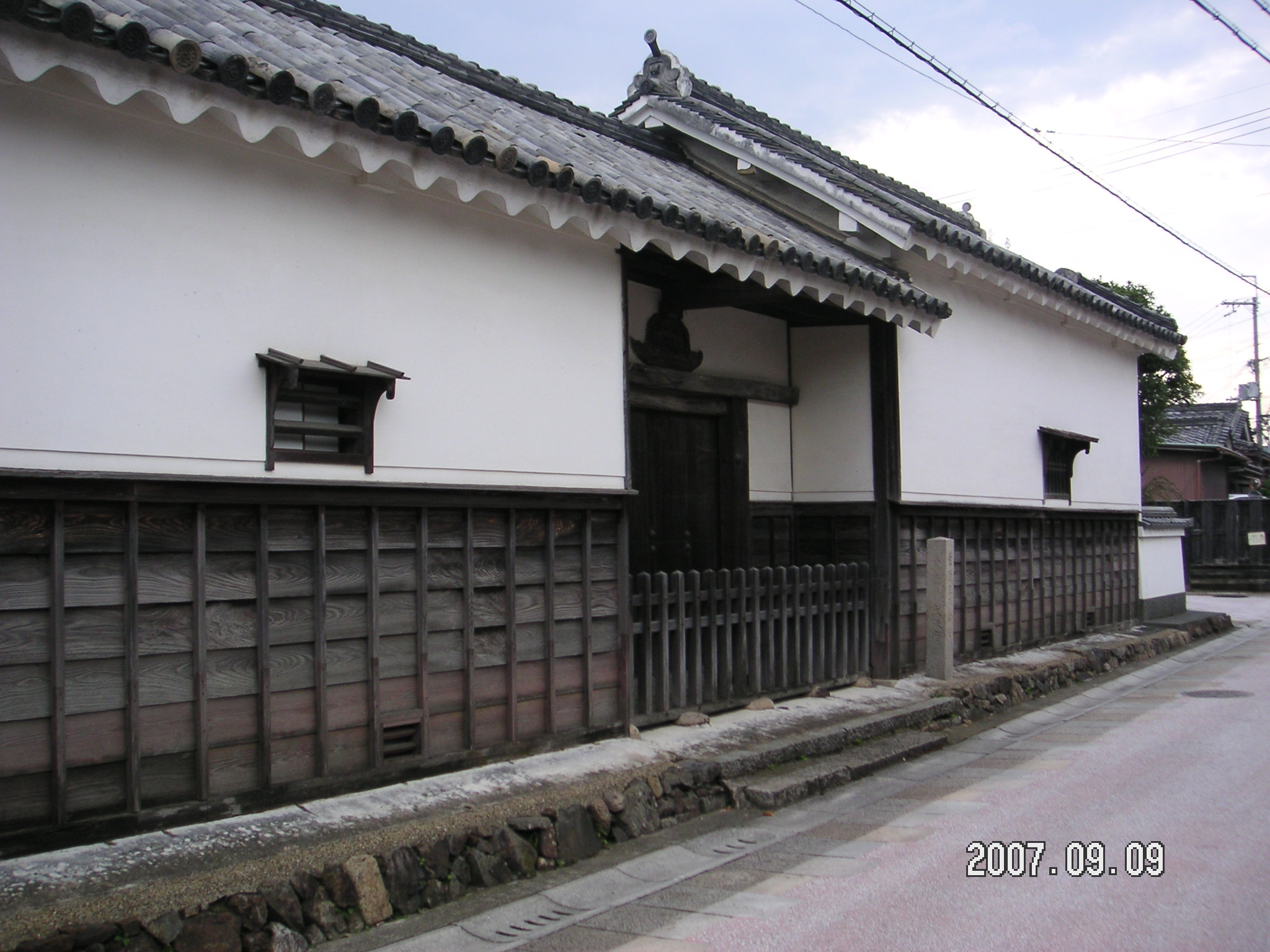
萱野三平旧邸

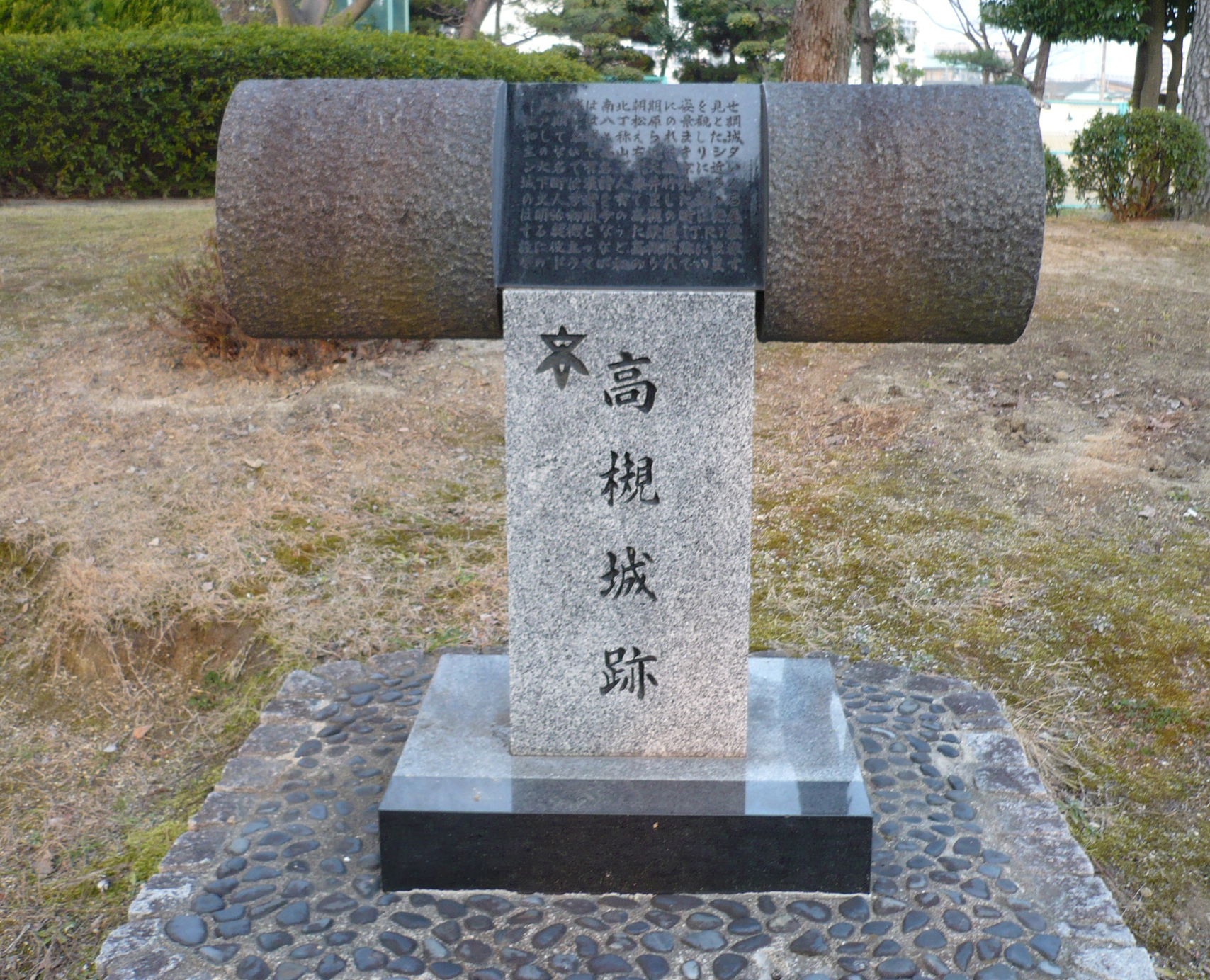
高槻城跡碑

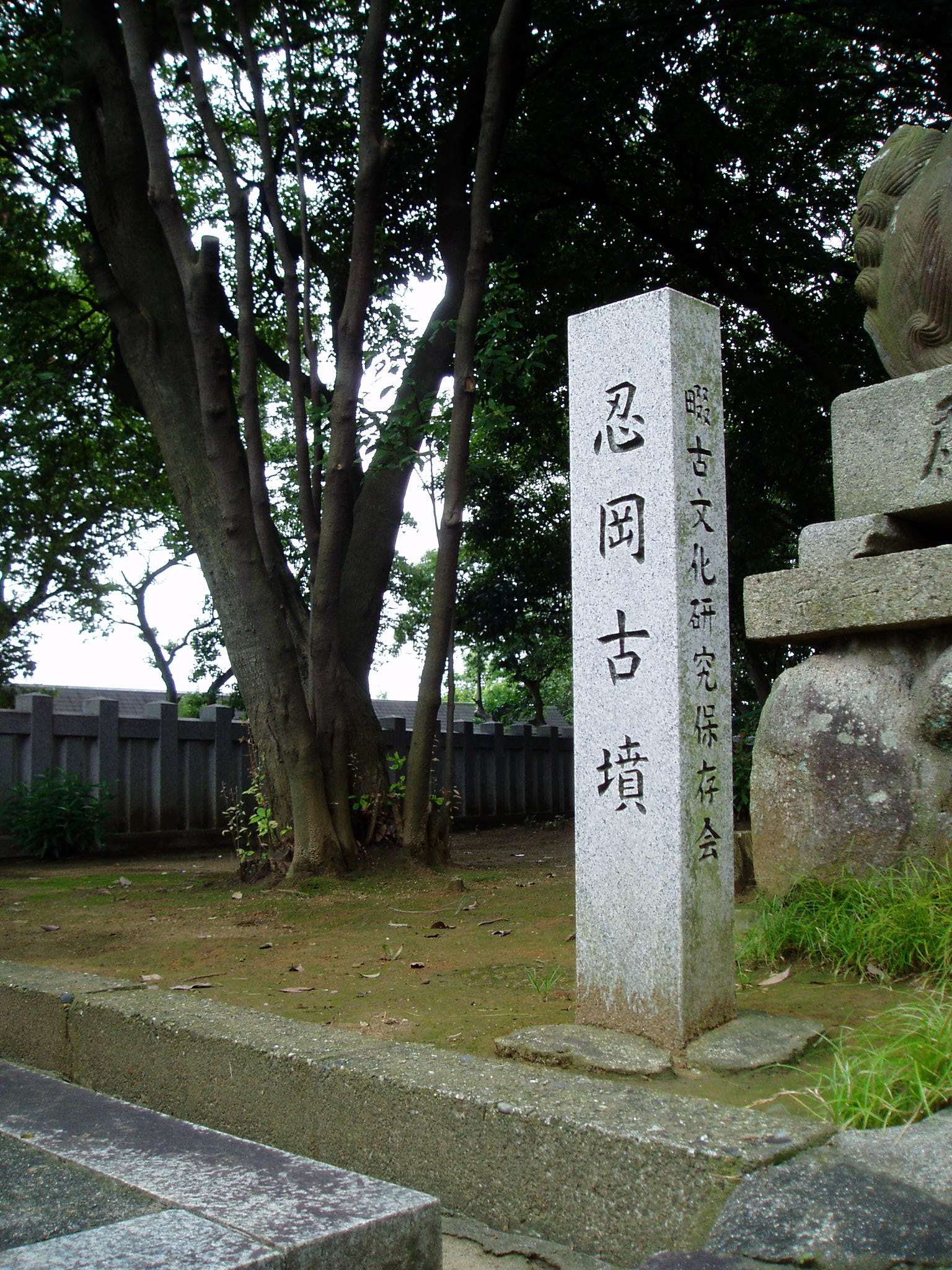
忍岡古墳碑

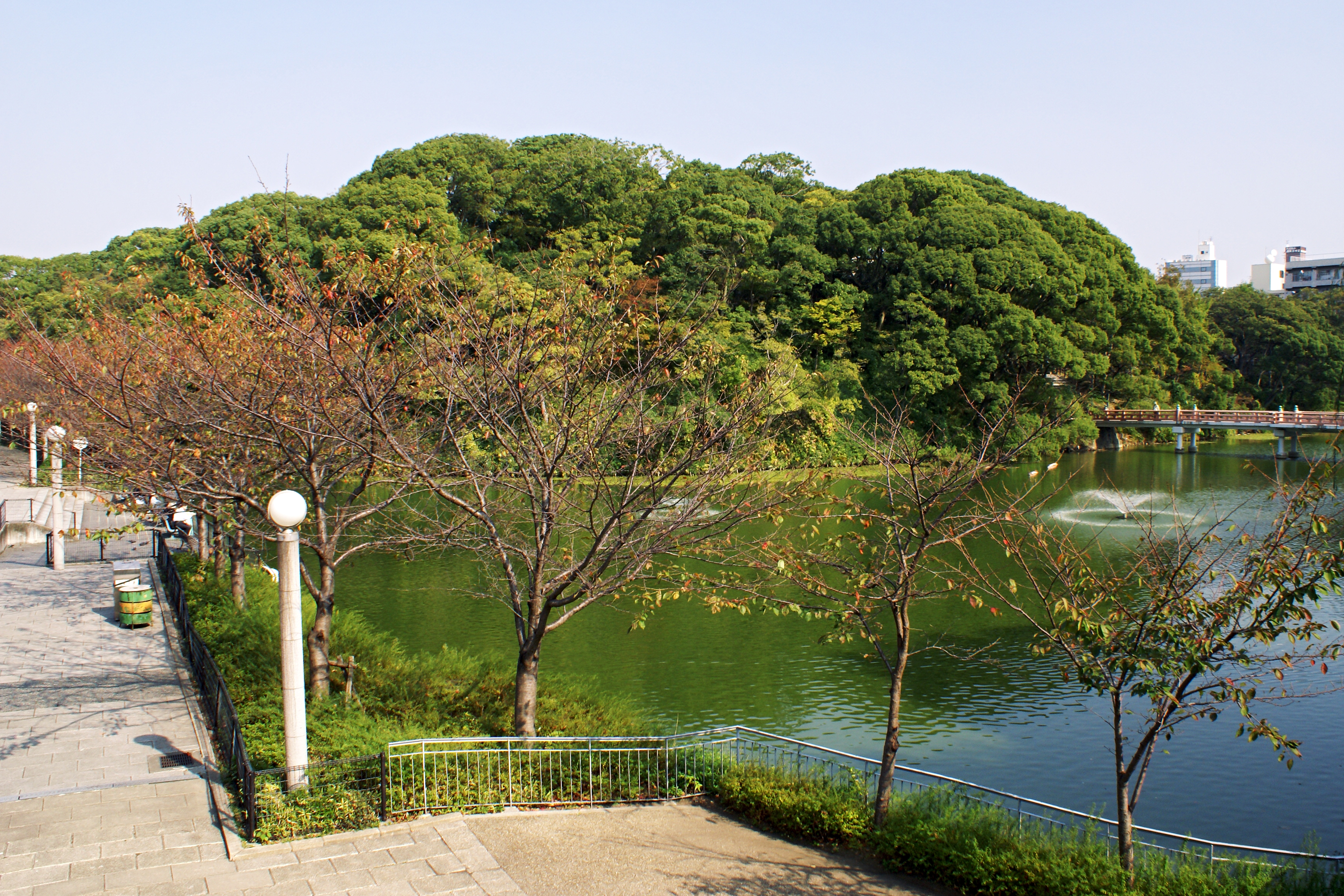
大阪茶臼山古墳

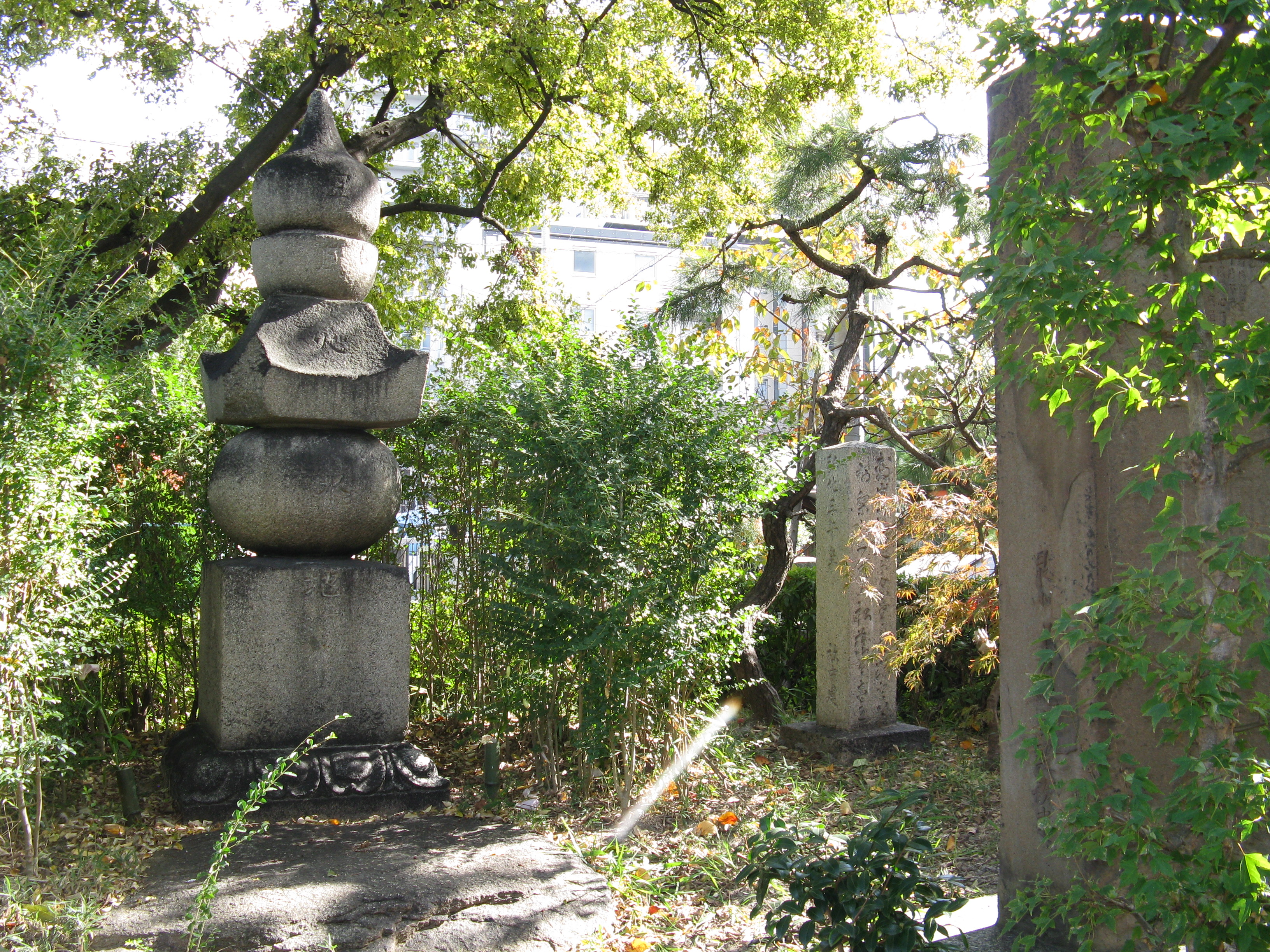
伝藤原家隆墓

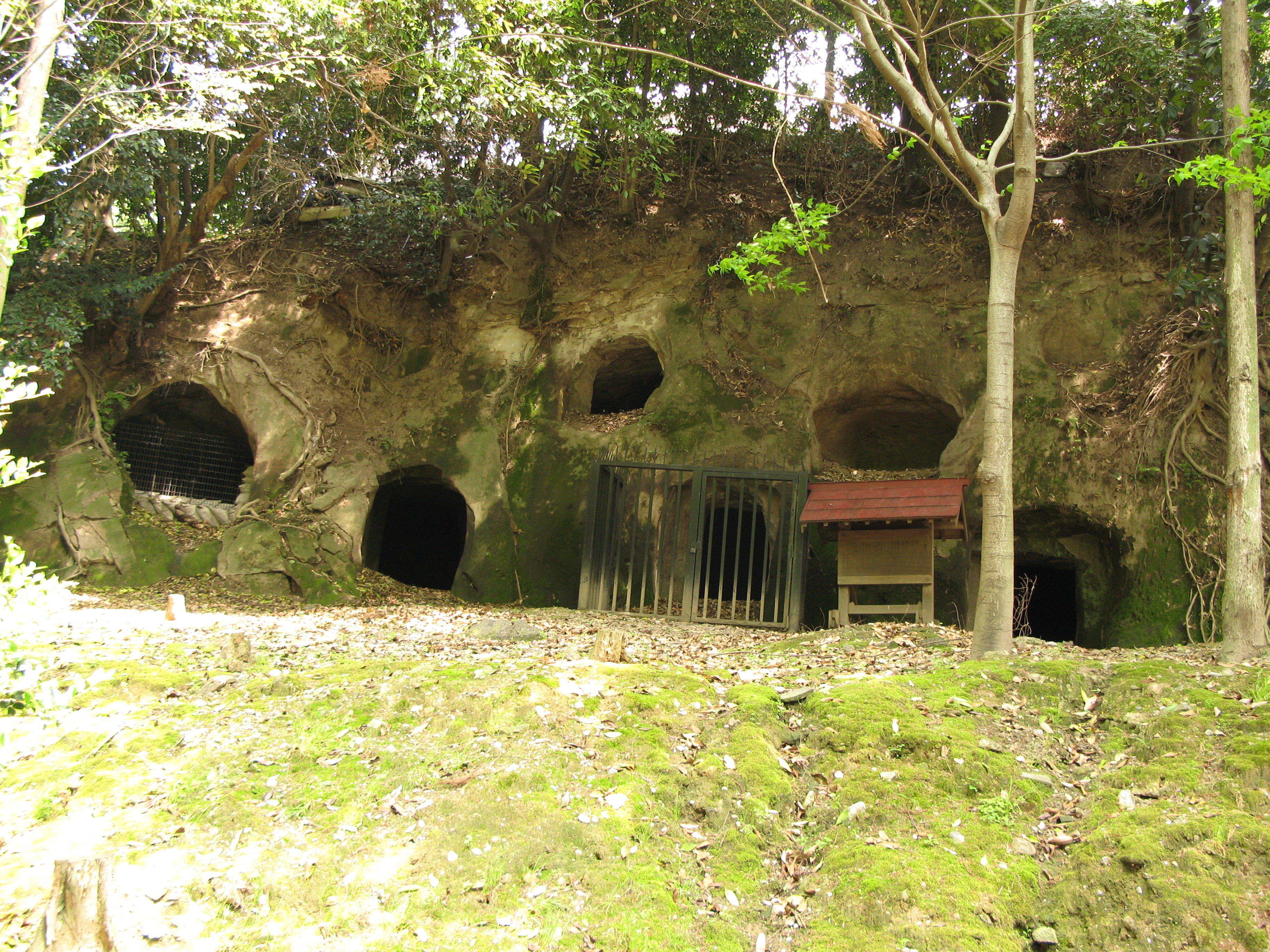
安福寺横穴群

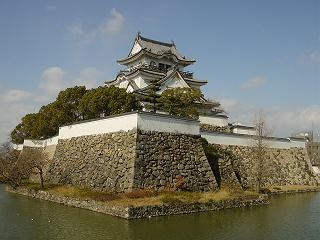
岸和田城復興天守

- 堺県庁跡〔堺市堺区神明町、現在の本願寺堺別院〕
- 契沖養寿庵跡〔和泉市〕
- 狐塚古墳〔和泉市〕
- 松尾寺境内〔和泉市〕
- 和泉清水〔和泉市〕
- 丸笠山古墳〔和泉市〕
- 岸和田城跡〔岸和田市〕
- 久米田寺境内〔岸和田市〕
- 熊野街道半田一里塚〔貝塚市〕
- 佐野王子跡〔泉佐野市〕
- 厩戸王子跡〔泉南市〕
- 玉田山一号墳〔阪南市〕
- 白峠山古墳〔岬町〕
- 淡輪別所遺跡〔岬町〕
- 鴻ノ巣山第1号墳〔岬町〕

## 名勝

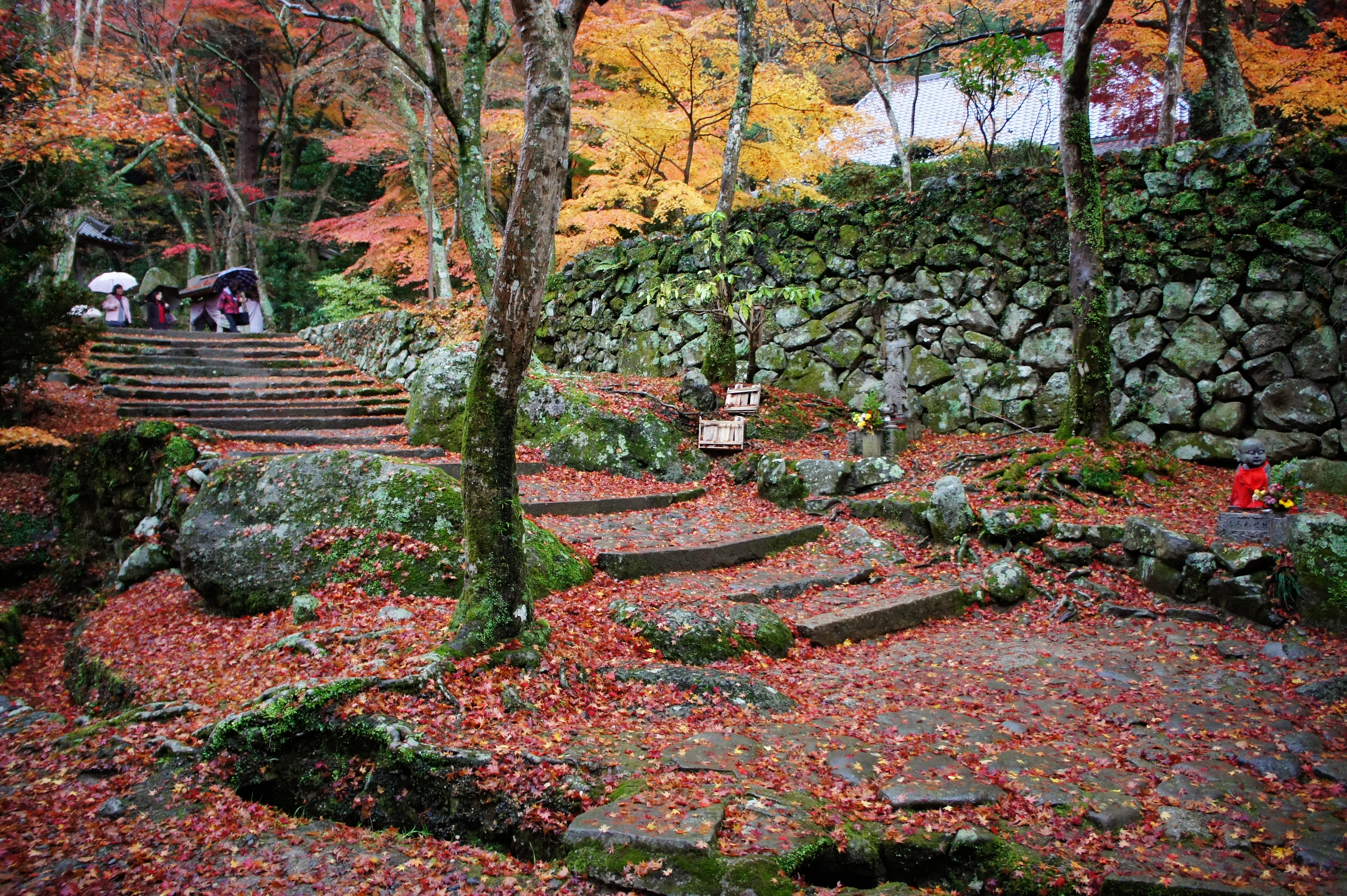
牛滝山（大威徳寺）

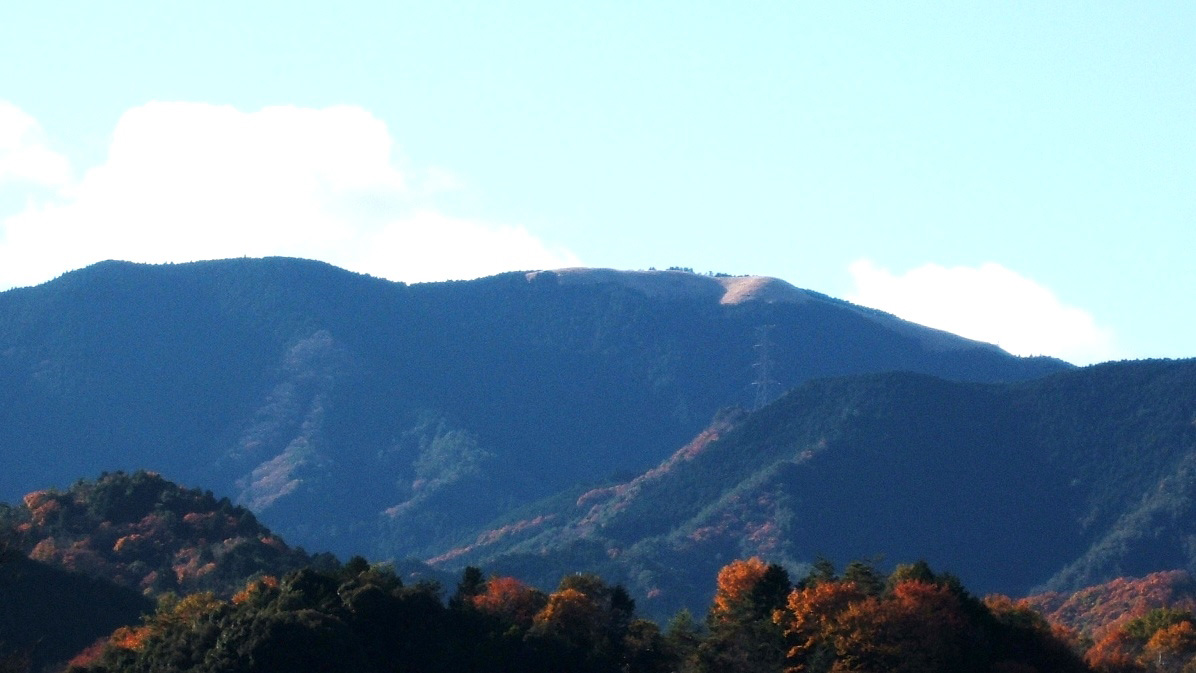
岩湧山

- 長杉寺庭園〔能勢町〕
- 摂津峡〔高槻市〕
- 願泉寺庭園〔大阪市浪速区〕
- 牛滝山〔岸和田市〕
- 慈光寺〔東大阪市〕
- 岩湧山〔河内長野市〕
- 地蔵寺〔河内長野市〕
- 祥雲寺庭園〔堺市〕

## 天然記念物
- 妙見山のぶな林〔能勢町〕
- 若宮神社のしい〔能勢町〕
- 倉垣天満宮のいちょう〔能勢町〕
- 八坂神社のしい〔能勢町〕
- 天王のあかがし2本〔能勢町〕
- 高山住吉神社のオヒョウ〔豊能町〕
- 光明寺のイチョウ〔箕面市〕
- 須賀神社のくす〔茨木市〕
- 乾邸のいちょう〔茨木市〕
- 出灰 素盞嗚咽神社のカツラ〔高槻市〕
- 若山神社のツブラジイ林〔島本町〕
- 尺代のやまもも〔島本町〕
- 大沢のすぎ〔島本町〕
- 光善寺のさいかち〔枚方市〕
- 田中邸のムク〔枚方市〕
- 春日神社のしいの社叢〔寝屋川市〕
- 神田天満宮のくすのき〔寝屋川市〕

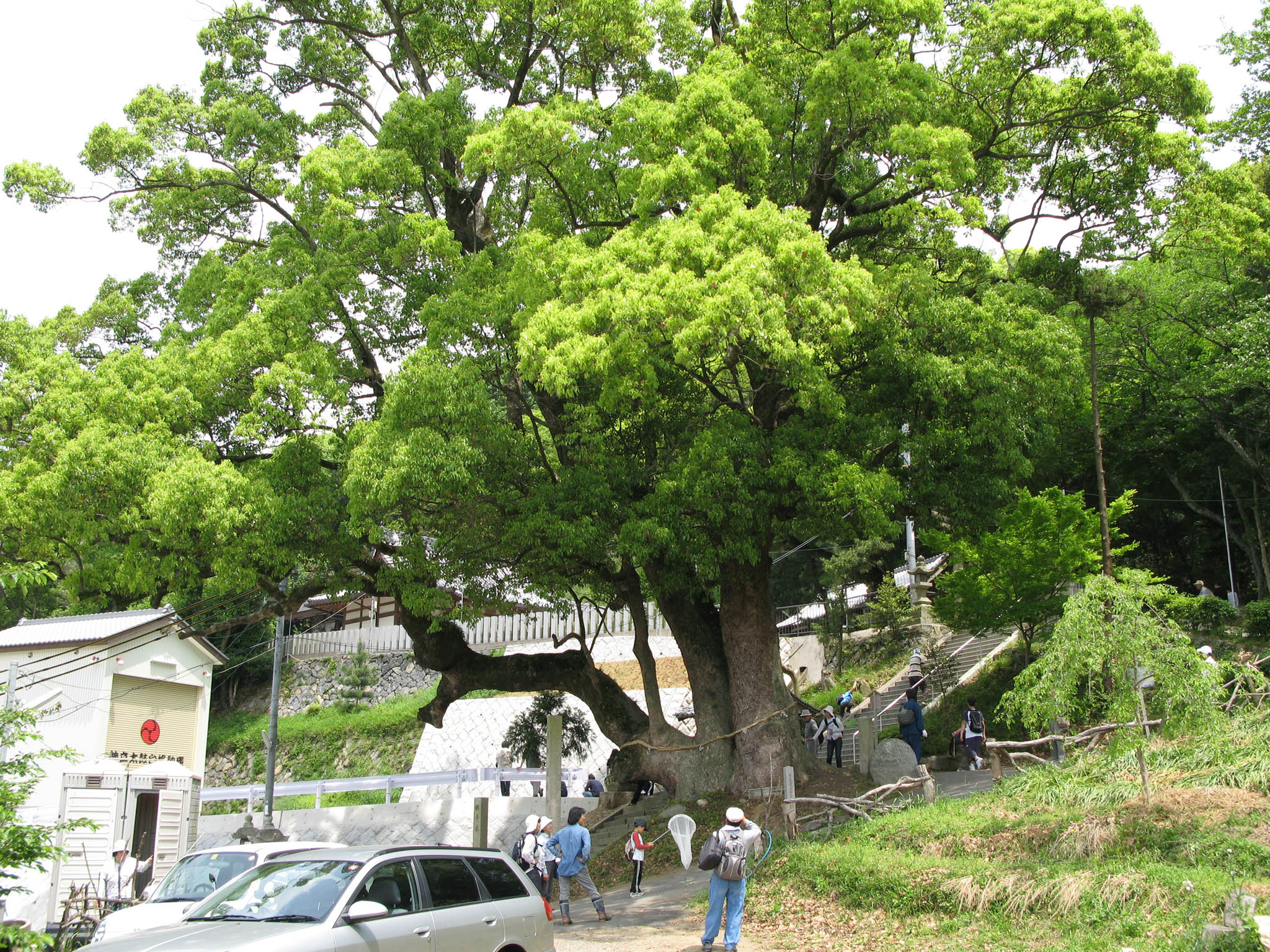
玉祖神社のくす

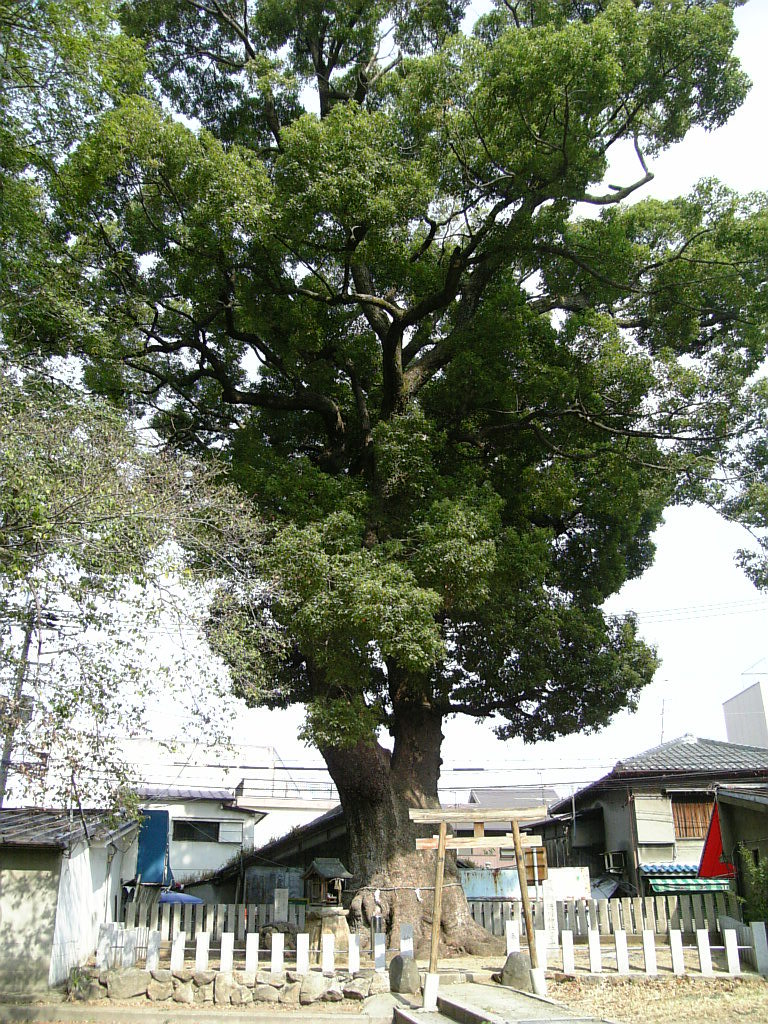
渋川神社のくす

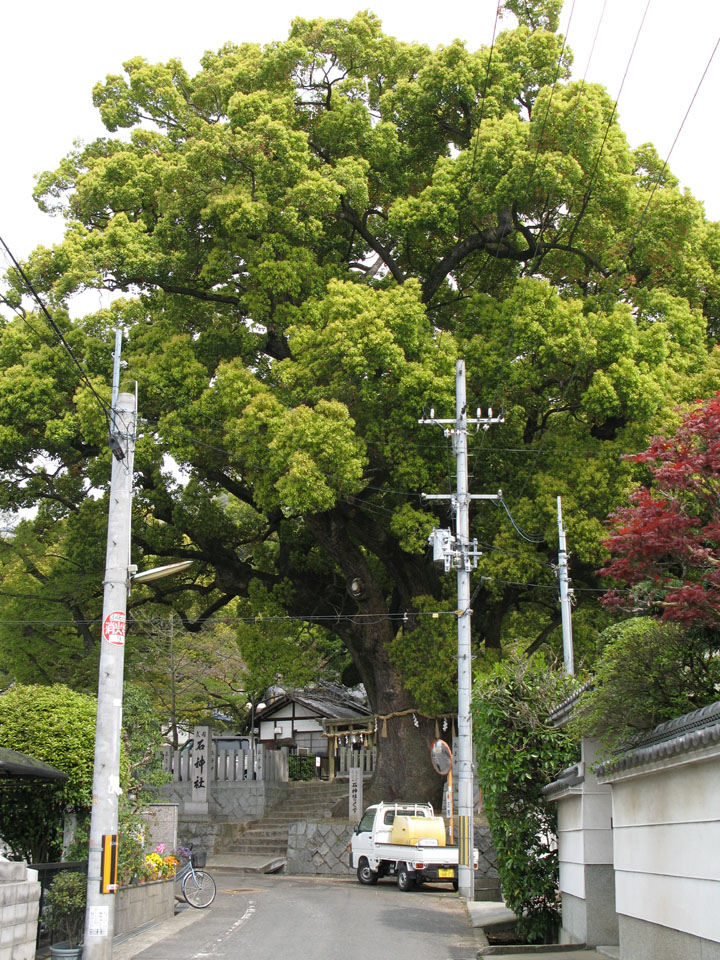
石神社のくす

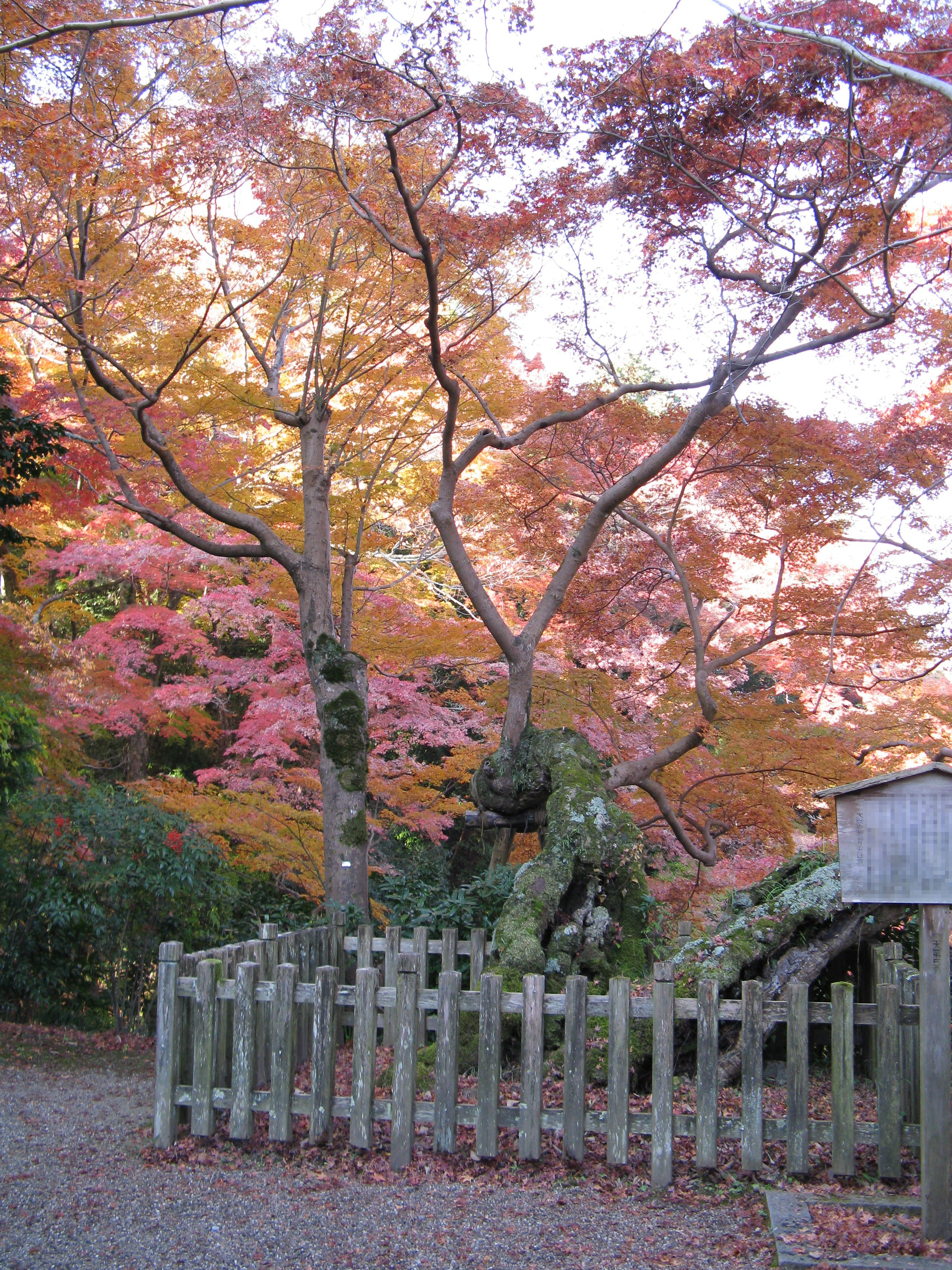
延命寺の夕照もみじ

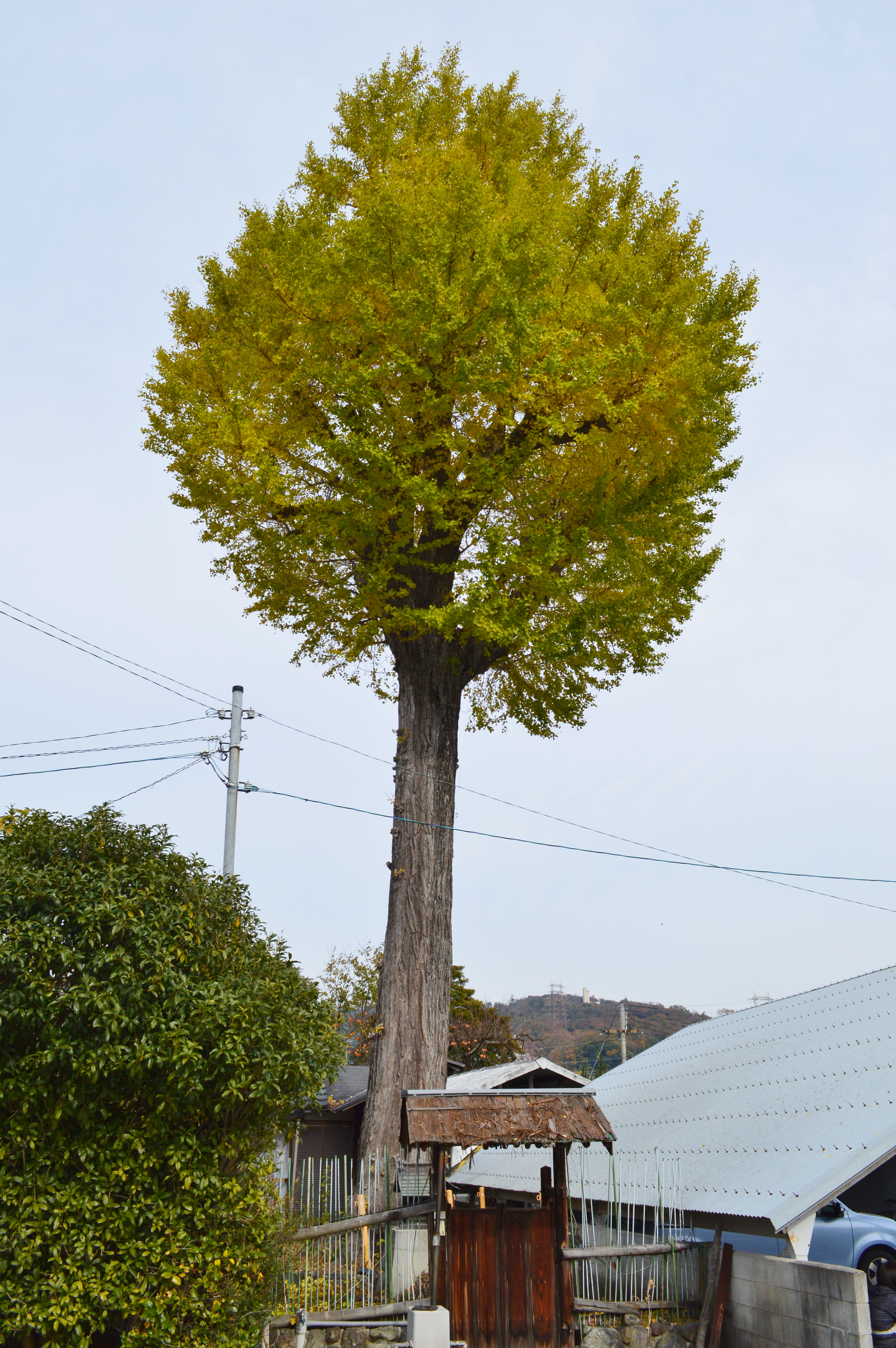
乾邸のいちょう

- 四條畷 楠木正行墓のくす〔四條畷市〕- 小楠公御墓所
- 薭島のくす〔門真市〕
- 難宗寺のいちょう〔守口市〕
- 妙楽寺のつつじ〔守口市〕
- 須賀神社跡のくす〔大阪市東淀川区〕
- 寳龍寺のくす〔大阪市旭区〕
- 阿遅速雄神社のくす〔大阪市鶴見区〕
- 白山神社のいちょう〔大阪市城東区〕
- 旭神社のくす〔大阪市平野区〕
- 旭神社のいちょう〔大阪市平野区〕
- 旭神社のむく〔大阪市平野区〕
- 杭全神社のくす〔大阪市平野区〕
- 法楽寺のくす〔大阪市東住吉区〕
- 枚岡の原始ハス〔東大阪市〕
- 玉祖神社のくす〔八尾市〕
- 渋川神社のくす〔八尾市〕
- 善光寺のくす〔八尾市〕
- 石神社のくす〔柏原市〕
- 道明寺のもくげんじ〔藤井寺市〕
- 壷井八幡宮のくす〔羽曳野市〕
- 野中寺のさざんか〔羽曳野市〕
- 鎌田邸のくす〔太子町〕
- 太子町栂井邸の椿〔太子町〕
- 弘川寺のかいどう〔河南町〕
- 千早のトチノキ〔千早赤阪村〕
- 延命寺の夕照もみじ〔河内長野市〕
- 金剛寺のすぎ〔河内長野市〕
- 左近邸の桑の木〔河内長野市〕
- 長野神社のかやのき〔河内長野市〕
- 流谷八幡神社のいちょう〔河内長野市〕
- 来迎寺のいぶき〔松原市〕
- 蓮光寺のさざんか〔大阪狭山市〕
- 百舌鳥のくす〔堺市〕
- 藤井邸のくろがねもち〔堺市〕
- 藤井邸のかや〔堺市〕
- 踞尾のそてつ〔堺市〕
- 方違神社のくろがねもち〔堺市〕
- 美多弥神社のしりぶかがし〔堺市〕
- 百舌鳥八幡宮のくす〔堺市〕
- 蔭涼寺のぎんもくせい〔和泉市〕
- 春日神社のまき〔和泉市〕
- 春日神社のつばき〔和泉市〕
- 松尾寺のやまもも〔和泉市〕
- 松尾寺のくす〔和泉市〕
- 西教寺のいぶき〔和泉市〕
- 若樫のサクラ〔和泉市〕
- 永福寺のびゃくしん(いぶき)〔忠岡町〕
- 山直大島邸のびゃくしん〔岸和田市〕
- 行枩邸のむく〔貝塚市〕
- 菅原神社のカクレミノ〔貝塚市〕
- 北庄司邸のくす〔泉佐野市〕
- 北庄司邸のいすのき〔泉佐野市〕
- 慈眼院の姥桜〔泉佐野市〕
- 岡中鎮守社のくす〔泉南市〕
- 岡中鎮守社のマキ〔泉南市〕
- 自然居士のいちょう〔阪南市〕
- 金乗寺のいちょう〔岬町〕
- 岬住吉神社のうばめがし社〔岬町〕
- 船守神社のくす〔岬町〕
- 拂殿座神社のむく〔岬町〕
- 信達神社のナギ〔岬町〕